# 賢榮
賢榮（韓語：현영，1976年9月6日—），本名為柳賢榮，韓國女演員、主持人、歌手，名字常被音譯為玄英。目前擔任首爾綜合藝術專門學校MC藝術學部和服裝模特藝術學部兼任教授。

## 個人生活
2012年3月3日，與年長4歲、在外國金融公司工作的圈外男友結婚，2012年8月16日凌晨產下長女。兒子於2017年12月10日出生。

## 演出作品

### 電視劇
- 2003年：SBS《仙女與騙子》
- 2004年：KBS《狗兒來福》
- 2005年：SBS《餅乾老師星星糖》
- 2005年：SBS《流行70》
- 2005年：MBC《秘密男女》
- 2005年：MBC《你好，弗朗切斯卡季節3》
- 2006年：SBS《不良家族》飾演 河富景
- 2010年：SBS《婦產科女醫生》（客串）
- 2011年：KBS《童顏美女》飾演 池珠熙
- 2011年：SBS《要帥氣的生活》（客串）

### 電影
- 2003年：《First Amendment》
- 2004年：《孟父三遷之教》
- 2004年：《腦海中的橡皮擦》
- 2005年：《Marrying The Mafia II: Gamunui Wigi》（客串）
- 2005年：《Princess Aurora》
- 2005年：《戀愛高手》
- 2006年：《校園女王妃》
- 2006年：《連理枝》（客串）
- 2006年：《Aachi & Ssipak》（配音）
- 2006年：《My Wife Is A Gangster III》
- 2007年：《最強羅曼史》
- 2009年：《清潭菩薩》（客串）

### MV
- 2004年：金東律＆李素恩《貪心鬼》（與李陣郁）

### 綜藝節目
- 2011年：SBS《Running Man》 Ep31
- 2022年：JTBC《認識的哥哥》 Ep313 與朴美善、韶宥、Maria、IVE（安俞真、張員瑛）

## 腳註
1. ↑  현영 ‘여걸식스’서 주민등록증 공개 ‘화제’ （页面存档备份，存于）
2. ↑  玄英與“高富帥”老公今日喜得千金 （页面存档备份，存于）朝鮮日報中文網（中文）

## 外部連結
- NAVER （页面存档备份，存于）